# کریستیان کنس
کریستیان کنس (آلمانی: Christian Knees؛ زادهٔ ۵ مارس ۱۹۸۱) دوچرخه‌سوار اهل آلمان است.
از باشگاه‌هایی که در آن رکاب زده‌است می‌توان به تیم میلرام و تیم اسکای اشاره کرد.